# Geely Emgrand EC7
| Sterne im Euro-NCAP-Crashtest |

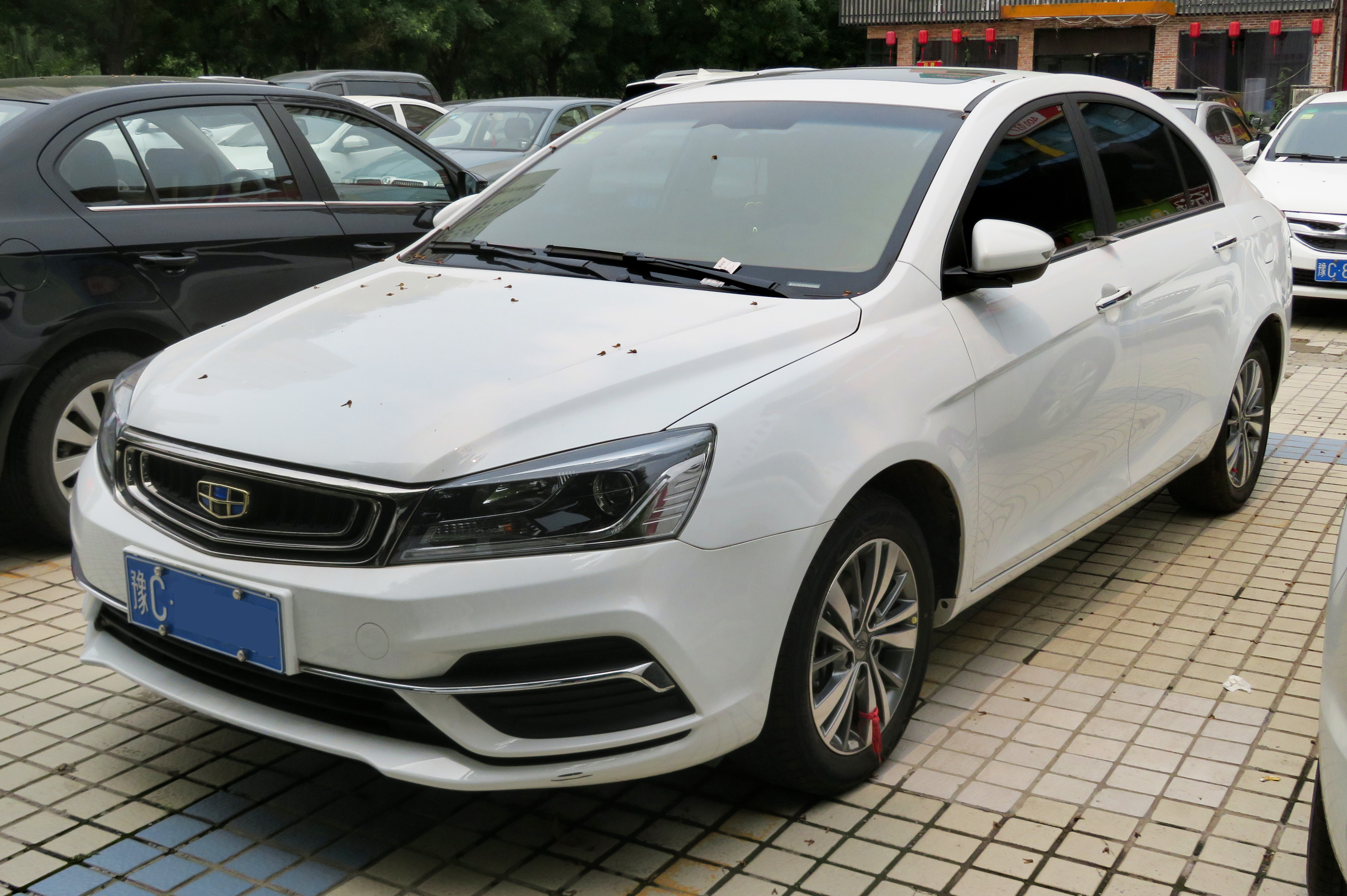
Geely Emgrand EC7

Der Emgrand EC7 ist ein Pkw-Modell der chinesischen Marke Emgrand, welche bis 2014 die „Premium“-Marke von Geely war. Seit der Einstellung der Marke Emgrand wurde das Modell von Geely als Geely Emgrand EC7 vermarktet. Die Steilheck-Version trägt den Namen EC7-RV.
Ende Mai 2021 wurde das Nachfolgemodell Geely Emgrand vorgestellt, das auf einen alphanumerischen Namenszusatz verzichtet.

## Sicherheit
Das Fahrzeug, welches auf die Studie Geely FC-2 zurückgeht, ist laut Geely so konstruiert, dass es in einem Euro-NCAP-Crashtest 5 Sterne erreichen kann. Ein tatsächlicher Crashtest im Herbst 2011 lieferte dann 4 Sterne – zusammen mit dem zeitgleich und mit gleichem Ergebnis getesteten MG 6 das beste Ergebnis zu seiner Zeit, bis es im September 2013 vom Qoros 3 mit einem Fünf-Sterne Ergebnis übertroffen wurde. Aus diesem Grund und nach vereinzelten Sichtungen im Raum Amsterdam wurde zunächst auch eine Einführung in Europa erwartet.

## Preisgestaltung
In China war der Wagen preislich sehr deutlich über den etablierten einheimischen Modellen platziert. Während der sehr erfolgreiche BYD F3 in der einfachsten Version bei etwa 60.000 RMB lag, kostete der EC7 abgesehen von einer absoluten Sparversion ab 80.000 RMB. Der EC7 wurde zusammen mit dem größeren Emgrand EC8 in einem eigens für diese Marke neu gebauten Werk in Ningbo gebaut. Das für Südamerika bestimmte Modell heißt Geely Emgrand 718 und rollte bei der Nordex S.A. in Montevideo vom Band.

## Technik
Für den EC7 standen zwei Motoren mit 1,5 und 1,8 l Hubraum zur Wahl. Als Getriebe standen ein 5-Gang Schaltgetriebe und (mit Ausnahme des 1,5-l-Motors) ein 7-Gang Doppelkupplungsgetriebe zur Wahl.
Die Ausstattung entspricht dem, was man in Europa in der mittleren Preisklasse gewohnt ist. Airbags für Fahrer und Beifahrer sind serienmäßig, wogegen seitliche Airbags zu den höheren Ausstattungspaketen gehören. Seit 2011 ist der Wagen als "EC7 GSG" auch mit einem Start-Stopp-System erhältlich.

## Elektroversion
Anfang 2015 präsentierte Geely mit dem EC7-EV eine elektrisch angetriebene Variante auf Basis der Limousine. Das Fahrzeug wird von einem 95 kW (129 PS) starken Elektromotor angetrieben, der das Fahrzeug in unter zehn Sekunden auf 100 km/h beschleunigt. Es ist das erste Elektrofahrzeug von Geely, das in Serie produziert wurde. Die Reichweite gibt der Hersteller im kombinierten Zyklus mit 300 km an. Die Bezeichnung „Geely Emgrand EC7-EV“ hat diese Modellvariante von 2015 bis 2017 getragen. 2017 ist sie dann in „Geely Emgrand EV300“ umbenannt worden. Mit der Umbenennung in „Geely Emgrand EV300“ sind Änderungen an dieser Modellvariante einhergegangen. Zu diesen Änderungen gehörte, dass die Traktionsbatterie ein Thermomanagementsystem erhielt sowie des Weiteren das Wiederaufladen mit 60 kW Ladeleistung an öffentlichen Schnellladenetzen in China ermöglicht wurde. Das schlüssellose Öffnen eines einzelnen Fahrzeugs durch dessen Besitzer gehörte ebenfalls zu den Änderungen.

## Technische Daten

### Limousine
|                                             | 1.5-5MT                    | 1.8-5MT               | 1.8-CVR                     | 1.5 PHEV                    | EV 300           | EV 450           | EV 500           |
| ------------------------------------------- | -------------------------- | --------------------- | --------------------------- | --------------------------- | ---------------- | ---------------- | ---------------- |
| Bauzeitraum                                 | 2010–2021                  | 2011–2014             | 2009–2013                   | 2017–2020                   | 2017–2019        | 2018–2019        | 2019–2021        |
| Motorkenndaten                              |                            |                       |                             |                             |                  |                  |                  |
| Motortyp                                    | R4-Ottomotor               | R4-Ottomotor          | R4-Ottomotor                | R4-Ottomotor + Elektromotor | Elektromotor     | Elektromotor     | Elektromotor     |
| Hubraum                                     | 1498 cm³                   | 1808 cm³              | 1792 cm³                    | 1498 cm³                    | —                | —                | —                |
| max. Leistung bei min−1                     | 80 kW (109 PS) / 5800–6000 | 98 kW (133 PS) / 6000 | 102 kW (139 PS) / 6000–6200 | 76 kW (103 PS)              | 95 kW (129 PS)   | 120 kW (163 PS)  | 120 kW (163 PS)  |
| max. Drehmoment bei min−1                   | 140 Nm / 4000–4800         | 170 Nm / 3600–4000    | 172 Nm / 4100–4300          |                             | 240 Nm           | 250 Nm / 12000   | 250 Nm / 12000   |
| Kraftübertragung                            |                            |                       |                             |                             |                  |                  |                  |
| Antrieb                                     | Vorderradantrieb           | Vorderradantrieb      | Vorderradantrieb            | Vorderradantrieb            | Vorderradantrieb | Vorderradantrieb | Vorderradantrieb |
| Getriebe, serienmäßig                       | 5-Gang-Schaltgetriebe      | 5-Gang-Schaltgetriebe | Stufenloses Getriebe        |                             |                  |                  |                  |
| Messwerte                                   |                            |                       |                             |                             |                  |                  |                  |
| Höchstgeschwindigkeit                       | 170–175 km/h               | 185 km/h              | 177 km/h                    | 175 km/h                    | 140 km/h         | 140 km/h         | 140 km/h         |
| Beschleunigung, 0–100 km/h                  | 18,0 s                     | 12,8 s                | 12,8 s                      | 9,9 s                       | 9,9 s            | 9,3 s            | 9,3 s            |
| Leergewicht                                 | 1234–1265 kg               | 1280 kg               | 1310 kg                     | 1538 kg                     | 1598 kg          | 1595 kg          | 1570 kg          |
| Kraftstoffverbrauch auf 100 km (kombiniert) | 6,0 l Super                | 6,5 l Super           | 5,2 l Super                 | 1,5 l Super                 | —                | —                | —                |
| Tankinhalt                                  | 50 l                       | 50 l                  | 50 l                        | 35 l                        | —                | —                | —                |

### Schrägheck
|                                             | 1.5-5MT                    | 1.8-5MT               | 1.8-CVR                     |
| ------------------------------------------- | -------------------------- | --------------------- | --------------------------- |
| Bauzeitraum                                 | 2010–2016                  | 2011–2016             | 2009–2013                   |
| Motorkenndaten                              |                            |                       |                             |
| Motortyp                                    | R4-Ottomotor               | R4-Ottomotor          | R4-Ottomotor                |
| Hubraum                                     | 1498 cm³                   | 1808 cm³              | 1792 cm³                    |
| max. Leistung bei min−1                     | 80 kW (109 PS) / 5800–6000 | 90 kW (122 PS) / 6000 | 102 kW (139 PS) / 6000–6200 |
| max. Drehmoment bei min−1                   | 140 Nm / 4000–4800         | 170 Nm / 3600–4000    | 172 Nm / 4100–4300          |
| Kraftübertragung                            |                            |                       |                             |
| Antrieb                                     | Vorderradantrieb           | Vorderradantrieb      | Vorderradantrieb            |
| Getriebe, serienmäßig                       | 5-Gang-Schaltgetriebe      | 5-Gang-Schaltgetriebe | Stufenloses Getriebe        |
| Messwerte                                   |                            |                       |                             |
| Höchstgeschwindigkeit                       | 170 km/h                   | 180 km/h              | 175 km/h                    |
| Beschleunigung, 0–100 km/h                  | 18,0 s                     | 14,0 s                | 11,1 s                      |
| Leergewicht                                 | 1234 kg                    | 1266 kg               | 1296 kg                     |
| Kraftstoffverbrauch auf 100 km (kombiniert) | 6,0 l Super                | 6,5 l Super           | 5,2 l Super                 |
| Tankinhalt                                  | 50 l                       | 50 l                  | 50 l                        |

## Bildergalerie

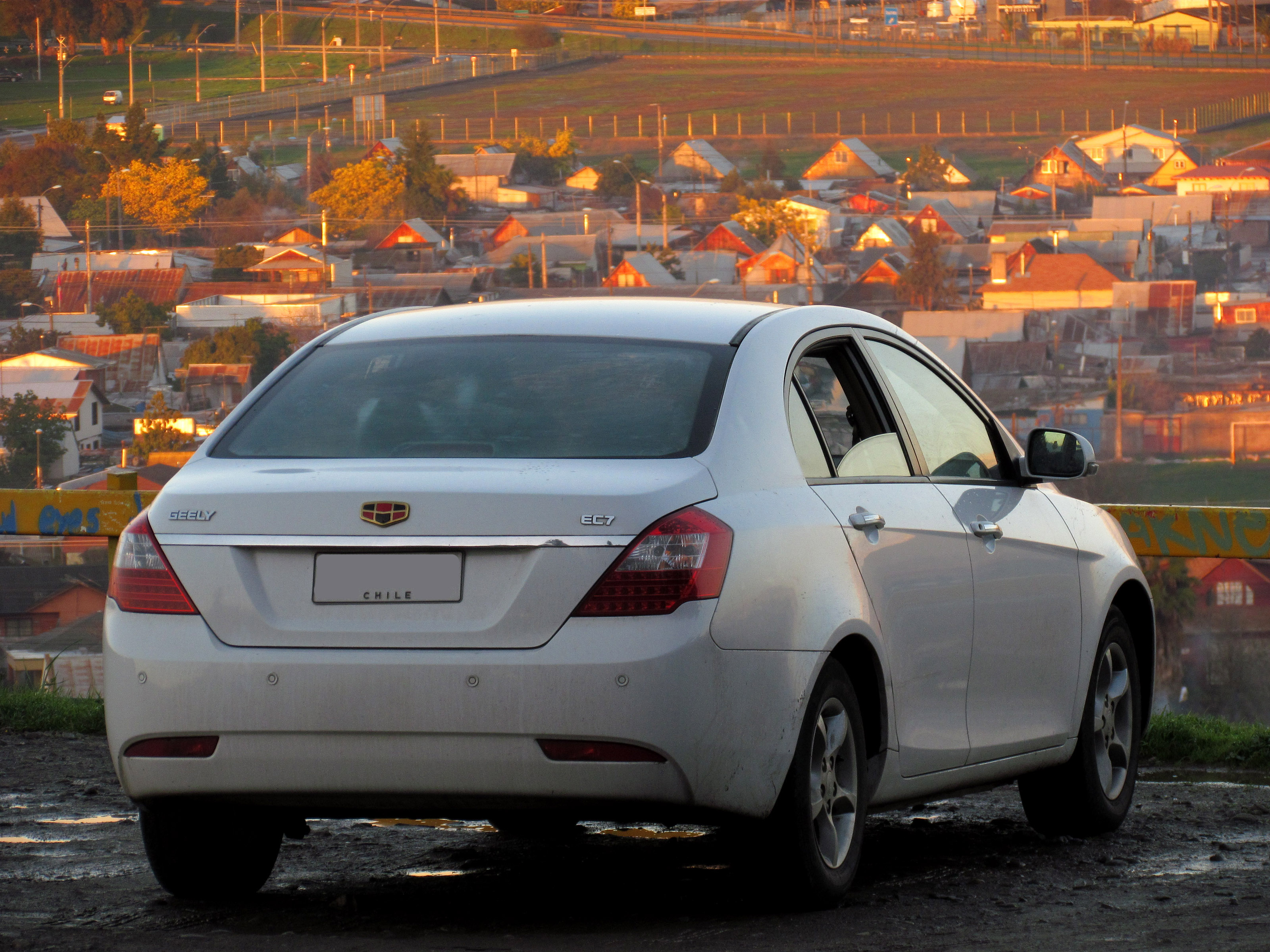
Heckansicht
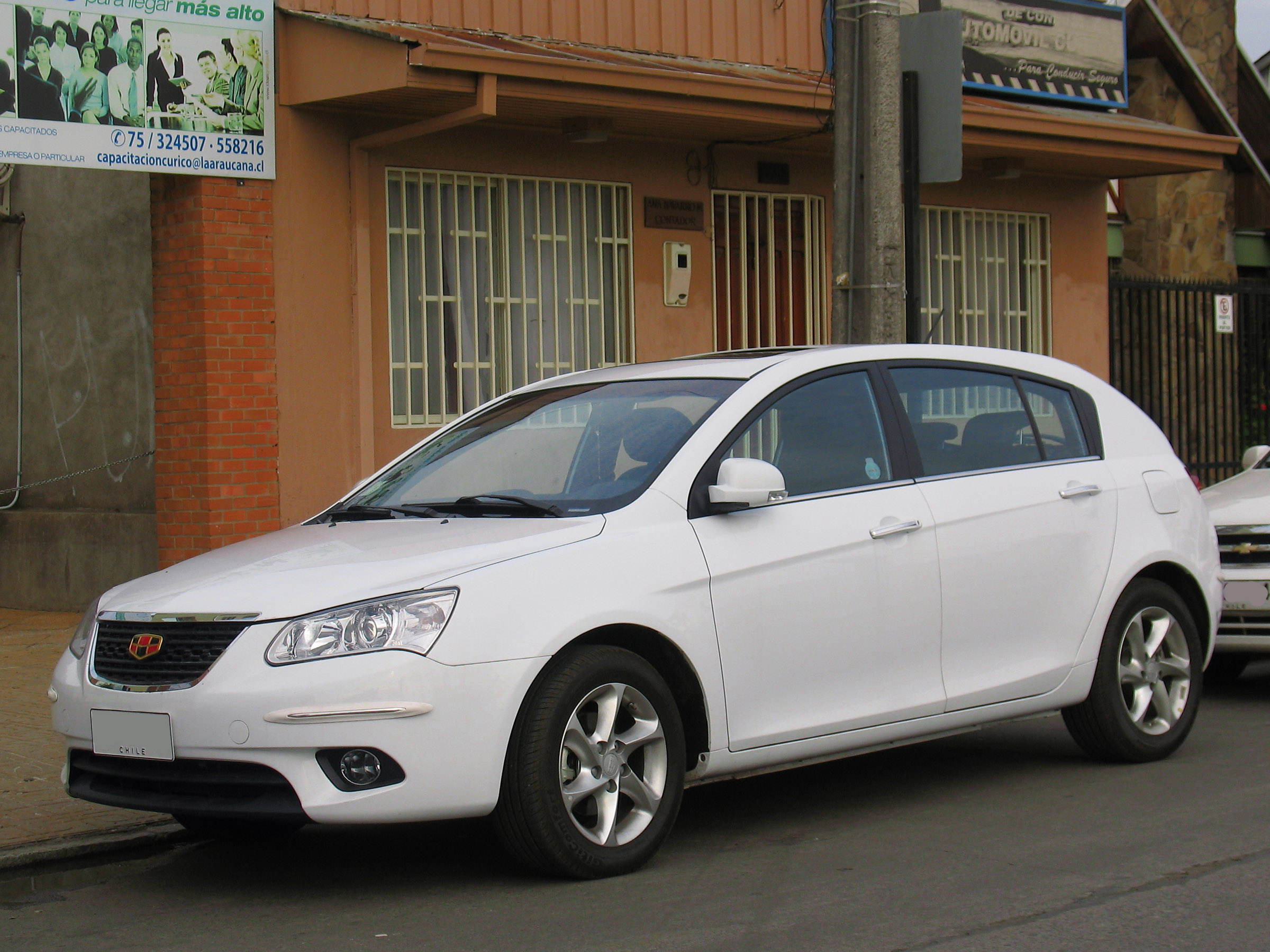
Emgrand EC7-RV
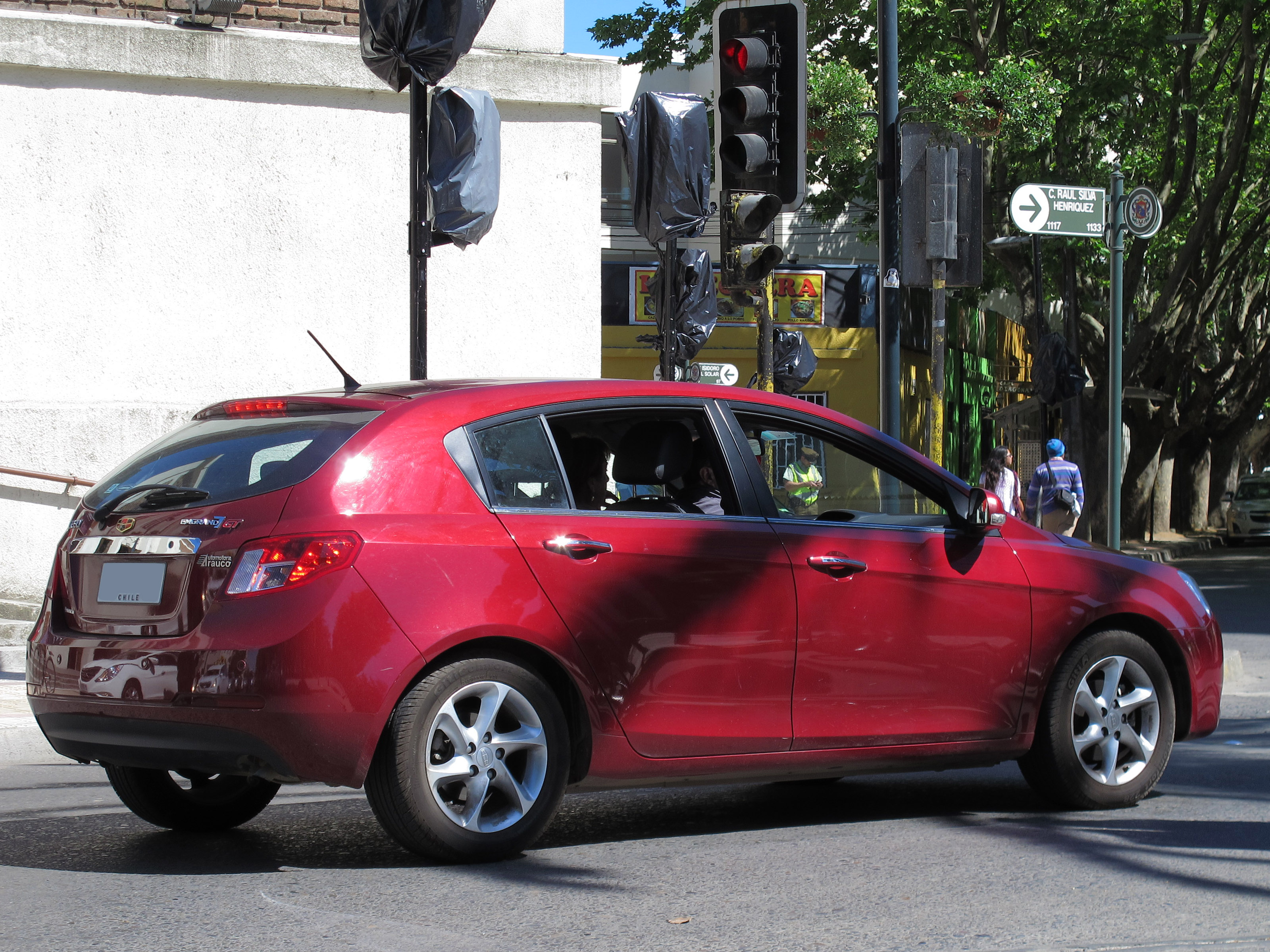
Heckansicht
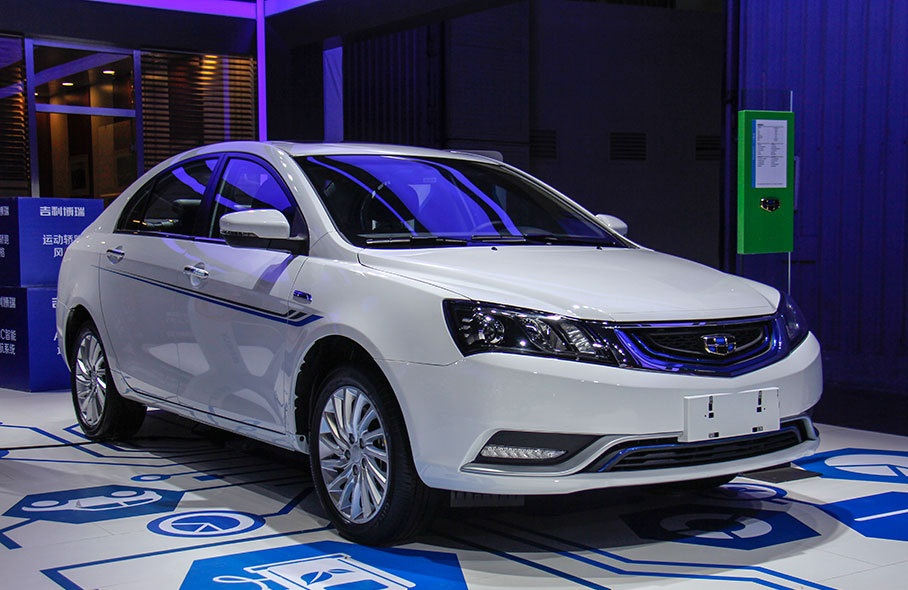
Emgrand EC7-EV